# Filipe Gomes
Filipe Gomes Ribeiro, mais conhecido como Filipe Gomes ou simplesmente Filipe (Rio de Janeiro, 28 de maio de 1987), é um ex-futebolista brasileiro que atuava como volante. 

## Carreira

### Vasco da Gama
Filipe Gomes começou na base do Vasco da Gama.

### Itália
Em 2005, deixou o Cruz-Maltino rumo ao futebol italiano para defender a Fiorentina. Na temporada 2008–09, se transferiu para o Roma, onde chegou a ganhar algumas oportunidades. Após deixar o Giallorossi, ainda atuou por clubes menores do país: Siena, Perugia, Lecce, Varese e Padova. 

### Boavista
Em 2017, após mais de 10 anos atuando no futebol italiano, Filipe acertou com o Boavista-RJ.

## Títulos
Boavista
- Copa Rio: 2017